# Jhon Durán
Jhon Jader Durán Palacios (född 13 december 2003) är en colombiansk professionell fotbollsspelare som spelar som forward för Saudi Pro League-klubben Al-Nassr och Colombias landslag.

## Uppväxt
Durán föddes i Zaragoza, Antioquia, och flyttade sedan med sin familj till området Aranjuez i Medellín.

## Klubbkarriär

### Envigado
Durán gjorde sin professionella debut för Envigado den 13 februari 2019 mot Jaguares de Córdoba i Copa Colombia, efter att ha spelat för klubben på ungdomsnivå sedan han var 11 år gammal. Durán gjorde sitt första mål den 1 september, i sitt tredje framträdande för klubben, mot Águilas Doradas Rionegro. Detta gjorde Durán till den näst yngsta målskytten i Categoría Primera A, vid en ålder av 15 år och 8 månader.
I oktober 2020 inkluderades Durán på The Guardians lista över "60 av de bästa unga talangerna i världsfotbollen".

### Chicago Fire
Den 11 januari 2021 tillkännagav Chicago Fire ett avtal om att förvärva Durán från Envigado på ett första treårigt avtal, med optioner på plats för ytterligare två år. Kontraktet skulle börja den 1 januari 2022. Övergångssumman rapporterades vara 1,5 miljoner pund. Undertecknandet sanktionerades av Chicago Fires tekniska chef Sebastian Pelzer, som såg 17-årige Durán när han kollade på en annan spelare i sin tidigare klubb.
Durán gjorde sin Chicago Fire-debut den 26 februari 2022 mot Inter Miami. Han gjorde sitt första mål för klubben den 14 maj 2022 mot FC Cincinnati.

### Aston Villa
Den 16 januari 2023 tillkännagav Premier League-klubben Aston Villa ett avtal för att skriva kontrakt med Durán under förutsättning att medicinska och personliga villkor uppfylls samt ett arbetsvisum. Durán lämnade det colombianska lägret för det sydamerikanska U20-mästerskapet 2023 för att flyga till England för att slutföra övergången, som blev officiell den 23 januari. Övergångssumman rapporterades vara initialt 14,75 miljoner pund, med potential för ytterligare 3 miljoner pund i tillägg. Den 4 februari gjorde Durán sin Premier League-debut som inhoppare i en 4–2-förlust mot Leicester City.
Den 20 augusti gjorde Durán sitt första mål för Villa som inhoppare i en 4–0-seger mot Everton. Den 31 augusti gjorde Durán sitt första mål i en europeisk turnering i en 3–0-seger i UEFA Europa Conference League över den skotska klubben Hibernian. I september gjorde Durán en halvvolley med bröstet i en ligamatch mot Crystal Palace, som senare tilldelades årets mål för Aston Villa under Villas utmärkelse för säsongen vid klubbens prisutdelning. Den 13 maj 2024 gjorde han sitt första "brace" för klubben genom att näta sena mål i en 3–3-oavgjord match mot Liverpool efter ett tvåmålsunderläge, vilket höll klubbens jakt på en plats i UEFA Champions League.
Även om Durán kopplades ihop med övergångar till West Ham United och Chelsea, inkluderades han inte i Villas försäsongstrupp och orsakade kontrovers genom att härma West Hams "hammare"-gest i en livesändning. Men den 17 augusti gjorde Durán segermålet i en 2–1-seger över West Ham, efter att ha startat som inhoppare, och firade genom att stanna kvar i Aston Villa. Han gjorde sedan två raka segermål som inhoppare mot Leicester City och Everton, mot Everton var segermålet ett lyckat långdistansförsök. Den 2 oktober gjorde han sitt första Champions League-mål och säkrade en 1–0-seger mot Bayern München genom att lobba Manuel Neuer från distans. Fem dagar senare skrev Durán på ett nytt kontrakt med Villa till 2030. Samma dag utsågs hans mål mot Everton till BBC:s månadens mål för september. Durán utsågs till Aston Villas månadens spelare för september, och hans mål mot Everton tilldelades också den officiella utmärkelsen Premier Leagues månadens mål för den månaden. Den 26 december blev Durán utvisad i en ligamatch mot Newcastle United och fick därefter böter och tre matchers avstängning.

### Al Nassr
Den 31 januari 2025 gick Durán till Saudi Pro League-klubben Al-Nassr från Aston Villa för en icke avslöjad summa, som tros har variit vara 64 miljoner pund plus tillägg. Han gjorde två mål i sin debut i Saudi Pro League den 7 februari i en 3–0-seger hemma över Al-Fayha.

## Internationell karriär
Durán representerade Colombias U17-landslag vid Sydamerikanska U17-mästerskapet 2019.
Durán gjorde sin internationella debut för Colombia mot Guatemala den 24 september 2022, då han ersatte Radamel Falcao som avbytare i halvtid. Den 28 mars 2023 gjorde han sitt första internationella mål mot Japan, som han gjorde i sitt första fullständiga framträdande för det colombianska landslaget.

## Meriter

### Colombia
- Copa America runner-up: 2024

### Individuellt
- Premier League Goal of the Month: September 2024[28]
- BBC Goal of the Month: September 2024[35]